# Dendrobium montis-hosei
Dendrobium montis-hosei är en orkidéart som beskrevs av Jeffrey James Wood. Dendrobium montis-hosei ingår i släktet Dendrobium, och familjen orkidéer. Inga underarter finns listade i Catalogue of Life.